# ミソーキー郡 (ミシガン州)
ミソーキー郡（英: Missaukee County）は、アメリカ合衆国ミシガン州ロウアー半島の北部に位置する郡である。2010年国勢調査での人口は14,849人であり、2000年の14,478人から2.6%増加した。郡庁所在地はレイクシティ（人口836人）であり、同郡で人口最大の都市でもある。
ミソーキー郡はキャディラック小都市圏に属している。

## 歴史
ミソーキー郡はマキナック郡の一部だったが、1871年に組織化された。郡名はオタワ族インディアンの著名な酋長 Nesaukee から採られた。酋長は1831年と1833年の条約に署名していた。「ニソーキー」とは「川の大きな河口」の意だと言われている。

## 地理
アメリカ合衆国国勢調査局に拠れば、郡域全面積は573.82平方マイル (1,486.2 km2)であり、このうち陸地566.75平方マイル (1,467.9 km2)、水域は7.08平方マイル (18.3 km2)で水域率は1.23%である。

### 主要高規格道路
- ミシガン州道42号線
- ミシガン州道55号線
- ミシガン州道66号線

### 隣接する郡
- カルカスカ郡 - 北
- クロウフォード郡 - 北東
- ロスコモン郡 - 東
- クレア郡 - 南東
- オスコダ郡 - 南西
- ウェックスフォード郡 - 西
- グランドトラバース郡 - 北西

## 人口動態
以下は2000年の国勢調査による人口統計データである。
| 基礎データ - 人口: 14,478人 - 世帯数: 5,450 世帯 - 家族数: 4,043 家族 - 人口密度: 10人/km2（26人/mi2） - 住居数: 8,621軒 - 住居密度: 6軒/km2（15軒/mi2） 人種別人口構成 - 白人: 97.50% - アフリカン・アメリカン: 0.20% - ネイティブ・アメリカン: 0.50% - アジア人: 0.24% - その他の人種: 0.37% - 混血: 1.19% - ヒスパニック・ラテン系: 1.17% 先祖による構成 - オランダ系：24.6% - ドイツ系：18.3% - アメリカ人：10.8% - イギリス系：10.0% - アイルランド系：7.4% 言語による構成 - 英語：97.9% - スペイン語：1.1% | 年齢別人口構成 - 18歳未満: 27.1% - 18-24歳: 7.5% - 25-44歳: 27.2% - 45-64歳: 23.4% - 65歳以上: 14.8% - 年齢の中央値: 38歳 - 性比（女性100人あたり男性の人口） - 総人口: 99.5 - 18歳以上: 98.0 世帯と家族（対世帯数） - 18歳未満の子供がいる: 34.0% - 結婚・同居している夫婦: 62.8% - 未婚・離婚・死別女性が世帯主: 7.4% - 非家族世帯: 25.8% - 単身世帯: 21.5% - 65歳以上の老人1人暮らし: 9.5% - 平均構成人数 - 世帯: 2.62人 - 家族: 3.03人 収入と家計 - 収入の中央値 - 世帯: 35,224米ドル - 家族: 39,057米ドル - 性別 - 男性: 30,565米ドル - 女性: 20,905米ドル - 人口1人あたり収入: 16,072米ドル - 貧困線以下 - 対人口: 10.7% - 対家族数: 8.2% - 18歳未満: 13.2% - 65歳以上: 10.4% |

## 郡政府
郡政府は郡監獄の運営、地方道の維持、地方裁判所の運営、権利譲渡と抵当権設定記録など重要記録の維持、公衆衛生規制の管理、福祉など社会サービスの項目で州の施策への参加を行う。郡政委員会は予算を管理するが、法や条例を作るのは限定付き権限である。ミシガン州では、警察と消防、建設と区画割、税評価、街路維持など地方政府の大半機能は個々の都市と郡区の責任である。

## 政治
ミソーキー郡は州内でも共和党の強い地盤になっている。2004年アメリカ合衆国大統領選挙では、ジョージ・W・ブッシュが68.1%を獲得し、州内83郡の中で2番目の高率だった。2002年の知事選挙では共和党のディック・ポスマスが66.1%を獲得し、これも州内第2位だった。

## 郡区
ミソーキー郡は下記15の郡区に分割されている。
| - イートナ - ブルームフィールド - バターフィールド - コールドウェル | - クラムユニオン - エンタープライズ - フォレスト - ホランド | - レイク - ノーウィッチ - パイオニア - リーダー | - リッチランド - リバーサイド - ウェストブランチ |

## 都市と町
- レイクシティ - 郡庁所在地
- マクベイン

## 宗教
ミソーキー郡はローマ・カトリック教会ゲイロード教区に属している。